# Bulbophyllum sarcodanthum
Bulbophyllum sarcodanthum là một loài phong lan thuộc chi Bulbophyllum.